# Пиняев, Иван Данилович
Иван Данилович Пиняев (14 сентября 1923 — 18 декабря 1979) — советский писатель эрзянского происхождения, писал на русском и эрзянском языке. Член Союза писателей СССР (1951), лауреат премии Комсомола Мордовии (1968), Заслуженный писатель Мордовской АССР (1973). Был участником Великой Отечественной войны, награждён медалями.

## Биография
Родился 14 сентября 1923 года в эрзянском селе Напольное Алатырского уезда Симбирской губернии в эрзянской крестьянской семье. В 1931 году поступил в Напольновскую неполную среднюю школу, в 1937 году продолжил обучение в Сиявской средней школе. В 1941 году Пиняев окончил школу и в том же году осенью был призван в РККА. 
Окончил Ленинградское артиллерийское техническое училище. Сначала он был арттехником дивизиона, затем начальником мастерской артполка. Участвовал в боевых действиях на территории Польши, Румынии, Венгрии, Чехословакии. Демобилизировался в 1946 году.
В 1950 году его делегировали на совещание писателей Поволжья в Сталинграде, а в 1951 году — на Всесоюзное совещание молодых писателей в Москве.
В 1951 году окончил Чувашский государственный педагогический институт. Работал в газете «Советская Чувашия» (1951—1955), в 1955 году перебрался в Саранск, где работал в «Советской Мордовии» (1955—1957).
В 1957—1961 годах — заведующий редакцией художественной литературы Мордовского книжного издательства, в 1961—1966 годах был литконсультантом, в 1971—1976 годах — ответственный секретарь правления Союза писателей Мордовии.
Умер 18 декабря 1979 года, похоронен в Саранске.

## Литературная деятельность
Первые стихи начал писать ещё в школьные годы. Стихи Пиняева печатались на страницах фронтовых газет (1941—1945). В 1950 году в Чебоксарах вышла первая книга «Родные просторы», которая была посвящена мужеству народа в Великой Отечественной войне.
Позже в Чебоксарах и Саранске напечатано более 20 поэтических сборников Пиняева: «Моя подпись» (1956), «Новый дом» (1957), «Человеку надо быть красивым» (1968; премия Комсомола), «Отцовская рубашка» (1973), «Бессмертники» (1980), «Жизнь продолжается» (1984) и др.
Лирический герой Пиняева размышляет о смысле жизни, восхищается красотой родного Присурья, природой Дуная и Венского Леса.
Потребность глубже познать духовный мир современника побудила Пиняева к освоению новых жанров. Были созданв сюжетные поэмы «Алёна» (1959), «Мужество» (1961), «Золотое кольцо» (1963), «Высота» (1975), в которых в эпически масштабных картинах отражена жизнь и борьба мордовского народа на разных этапах исторического развития, освещены разные судьбы, характеры, стремление героев, чувство единства.
В художественно-документальном романе «Шла дивизия вперёд» исследовал путь 326-й Рославльский дивизии, которая была сформирована на территории Мордовии.
Жизнь современных мордовских крестьян отражена в романе «Я люблю тебя».
В 2010 году его жена Анна Кузьминична передала личный фонд писателя в Центральный государственный архив Республики Мордовия.